# Marnes-la-Coquette

Położenie Marnes-la-Coquette w ramach aglomeracji paryskiej

Marnes-la-Coquette – miejscowość i gmina we Francji, w regionie Île-de-France, w departamencie Hauts-de-Seine.
Według danych na rok 2012 gminę zamieszkiwały 1 634 osoby, a gęstość zaludnienia wynosiła 470 osób/km². Wśród 1287 gmin regionu Île-de-France Marnes-la-Coquette plasuje się na 787. miejscu pod względem powierzchni.